# Māris Riekstiņš
Māris Riekstiņš (Riga, 8 d'abril de 1963), és un advocat i polític letó, ha tingut el càrrec de ministre d'Afers Exteriors de Letònia del 8 de novembre de 2007 al 28 d'abril de 2010. Actualment és el representant Permanent de Letònia a l'OTAN.
Té una llicenciatura en dret de la Universitat de Letònia, precedida per la graduació de la Facultat de Pedagogia de l'Acadèmia Nacional d'Educació i Esport. Va ocupar el càrrec de Ministre d'Afers Exteriors en tres governs de coalició sota el lideratge del primer ministre Aigars Kalvītis, el primer ministre Ivars Godmanis i el primer ministre Valdis Dombrovskis.